# بنیاد رایاش ابری بومی
بنیاد رایانش ابری بومی (CNCF) یک سازمان غیرانتفاعی است که در سال ۲۰۱۵ تحت نظارت بنیاد لینوکس تأسیس شد. این بنیاد با هدف تسریع توسعه و پذیرش فناوری‌های رایانش ابری بومی، مدیریت پروژه‌های متن‌باز مرتبط و ترویج استانداردهای باز در اکوسیستم ابری فعالیت می‌کند. CNCF یک جامعه جهانی از توسعه‌دهندگان، شرکت‌ها و کاربران را گرد هم می‌آورد تا ابزارها و پروژه‌های مقیاس‌پذیر، انعطاف‌پذیر و قابل مدیریت ایجاد کنند.

## تاریخچه و منشور بنیاد
- تأسیس: CNCF در سال ۲۰۱۵ با اهدای پروژه Kubernetes از سوی گوگل به عنوان اولین پروژه بنیاد، آغاز به کار کرد.
- منشور: هدف اصلی این بنیاد، تسهیل استفاده از فناوری‌های بومی ابری، تعریف استانداردها و فراهم کردن بستر مناسب برای پروژه‌های متن‌باز است. CNCF برای تحقق این هدف، پروژه‌هایی را با رویکردهای مدرن مانند کانتینرها، میکروسرویس‌ها و زیرساخت‌های غیرقابل تغییر پشتیبانی می‌کند.[۱]

## مأموریت و اهداف
1. پشتیبانی از فناوری‌های متن‌باز:
  - میزبانی پروژه‌های کلیدی مانند Kubernetes، Prometheus، و Envoy.
  - فراهم کردن بستر مناسب برای توسعه و استانداردسازی این ابزارها.
2. گسترش جامعه جهانی:
  - برگزاری کنفرانس‌ها و رویدادهایی مانند KubeCon + CloudNativeCon برای به اشتراک‌گذاری دانش.
  - ایجاد دوره‌های آموزشی و گواهینامه‌هایی برای توسعه‌دهندگان و شرکت‌ها.
3. پذیرش گسترده:
  - تشویق سازمان‌ها به پذیرش معماری‌های بومی ابری برای افزایش بهره‌وری و کاهش پیچیدگی‌ها[۱]

## پروژه‌ها و ابزارهای کلیدی CNCF

#### پروژه‌های فارغ‌التحصیل (Graduated Projects):
- Kubernetes: مدیریت کانتینرها و ارکستراسیون برنامه‌ها.
- Prometheus: نظارت و مشاهده‌پذیری سیستم‌های توزیع‌شده.
- Envoy: پروکسی خدمات برای ارتباط بین میکروسرویس‌ها.
- Jaeger: ردیابی تراکنش‌ها و شناسایی نقاط ضعف در معماری‌های توزیع‌شده.

#### پروژه‌های در حال رشد (Incubating Projects):
- Cilium: ابزار امنیت و مدیریت شبکه در Kubernetes.
- Linkerd: یک فناوری Service Mesh برای بهبود ارتباطات بین سرویس‌ها.

#### پروژه‌های اولیه (Sandbox Projects):
- پروژه‌هایی که در مراحل ابتدایی توسعه قرار دارند و پتانسیل پذیرش گسترده در آینده را دارند.[۱]

## ساختار بلوغ پروژه‌ها
CNCF پروژه‌های خود را بر اساس سطح بلوغ در سه دسته طبقه‌بندی می‌کند:
1. Sandbox: پروژه‌های نوآورانه در مرحله آزمایش و توسعه.
2. Incubating: پروژه‌هایی که در حال پذیرش توسط کاربران و شرکت‌ها هستند.
3. Graduated: پروژه‌های پایدار و استانداردشده با جامعه‌ای فعال و کاربرد گسترده در صنعت.

## نقش CNCF در صنعت
- ترویج فناوری‌های مدرن: CNCF ابزارها و پروژه‌های بومی ابری را استانداردسازی کرده و استفاده از آن‌ها را آسان می‌کند.
- ایجاد زیرساخت‌های قوی: ابزارهای تحت مدیریت این بنیاد، ستون فقرات فناوری ابری مدرن هستند.
- پشتیبانی از شرکت‌ها: کمک به سازمان‌ها برای استفاده از فناوری‌های متن‌باز و مدرن مانند Kubernetes و Prometheus.

## چالش‌ها و فرصت‌ها

#### چالش‌ها:
- پیچیدگی‌های فناوری و نیاز به مهارت‌های پیشرفته برای استفاده از ابزارهای CNCF.
- هزینه‌های اولیه بالا برای پذیرش فناوری‌های بومی ابری.

#### فرصت‌ها:
- افزایش پذیرش معماری‌های ابری در صنایع مختلف.
- توسعه فناوری‌های مرتبط مانند محاسبات لبه و مدیریت داده‌های پیچیده

## جامعه و رویدادها
CNCF یکی از بزرگ‌ترین جوامع متن‌باز را مدیریت می‌کند و سالانه کنفرانس‌های KubeCon + CloudNativeCon را در مناطق مختلف جهان برگزار می‌کند. این رویدادها فرصتی برای یادگیری، همکاری و ایجاد نوآوری‌های جدید فراهم می‌کنند.

## نتیجه‌گیری
CNCF یکی از تأثیرگذارترین بنیادهای متن‌باز در جهان است که با مدیریت پروژه‌های کلیدی و ایجاد جامعه‌ای جهانی از توسعه‌دهندگان و شرکت‌ها، مسیر تحول فناوری‌های ابری را هدایت می‌کند.